# Boletina ingrica
Boletina ingrica är en tvåvingeart som beskrevs av Stackelberg 1948. Boletina ingrica ingår i släktet Boletina och familjen svampmyggor. Inga underarter finns listade i Catalogue of Life.